# 北勝力英樹
北勝力英樹（ほくとうりき ひでき 1977年10月31日 - ）は、栃木県那須郡黒羽町（現在の大田原市）出身（出生地は東京都大田区）で八角部屋（入門時は九重部屋）に所属した元大相撲力士。本名は木村 英樹（きむら ひでき）、愛称はリキ。 身長182cm、体重153kg、趣味は音楽鑑賞。得意技は突き、押し。最高位は西関脇（2004年7月場所）。引退後は年寄谷川。

## 来歴
タクシー運転手の次男。東京都大田区に生まれ育ったが、両親の出身地である栃木県那須郡黒羽町（現在の大田原市）を出身地としている。
釣りやザリガニ釣り、夏には花火と、自宅の目の前を流れる多摩川を満喫して幼少期を過ごした。両親の故郷である黒羽町にも頻繁に行き、川遊びを楽しんだ。小学校低学年からソフトボールを始め、高学年は野球部に所属していた。那須の澄んだ川と多摩川を交互に見ながらすくすくと育ち野球チームで活動。牛乳は1リットルを一気飲み、焼肉と共に白米を1升平らげるなどして体を作り、中学校の制服は2年時には入らなくなり新調した。中学でも野球部に所属する傍ら、父親の勧めで中学2年から柔道もしていた。柔道は、勝ったことがないしルールも知らなかった。一方、喧嘩や悪戯をすると父から厳しい拳骨を受け、時にボコボコに殴られても拳骨には愛情があると信じていたためその場から逃げたいとは思わなかった。父から厳しくされた経験は相撲に活かされた。
それまで相撲の経験はなかったが、中学2年生の夏に近所の銭湯『相模湯』で建築業を本業とする竹村源英という名の九重部屋の関係者に「いい体しているね、相撲やってみないか」とスカウトされたことがきっかけで入門した。風呂から上がる前に木村は「やります」と答えたのだが、進学させたいと思っていた両親は反対した。しかし竹村は「若の富士、大富士、孝乃富士と、私がスカウトした人は全員関取になっています。息子さんは大きくなる。必ず関取になれますから」と両親を説得した。1993年3月場所、初土俵。同期には皇牙、旭南海、琴春日、琉鵬、若天狼、若兎馬らがいる。
部屋付の当時・北勝海親方の内弟子として北勝力の四股名をもらい、八角部屋を創設すると他の内弟子たちと共に移籍した。
2002年1月場所、潮丸と共に十両昇進。父は「英樹が関取になるまでは死ぬわけにはいかない」と最期までつぶやいていたが、十両昇進の半年前に死去しており父が生きている間には間に合わなかった。
十両昇進後の1月・3月場所共に二桁勝利を収め、僅か2場所で2002年5月場所に新入幕。同年5月場所は11勝4敗という成績を挙げ、敢闘賞を受賞。2004年5月場所、3大関全員に勝ち朝青龍の連勝を35でストップさせる大活躍の場所となり13勝を挙げ決定戦にも進出、殊勲賞と敢闘賞を受賞。2004年7月場所に新関脇に昇進、しかしその場所は3勝12敗と大敗。三役はこの1場所のみで小結は経験しなかった。好不調の波が激しい力士で、大勝と大敗を繰り返し大きく番付を動く事が多い。2006年は特にその傾向が顕著であった。2006年1月場所も12勝と活躍し3回目の敢闘賞を受賞したが、翌場所は1勝14敗とまたも大敗した。2007年1月場所には十両落ちも経験した（同年5月場所に幕内に復帰）。

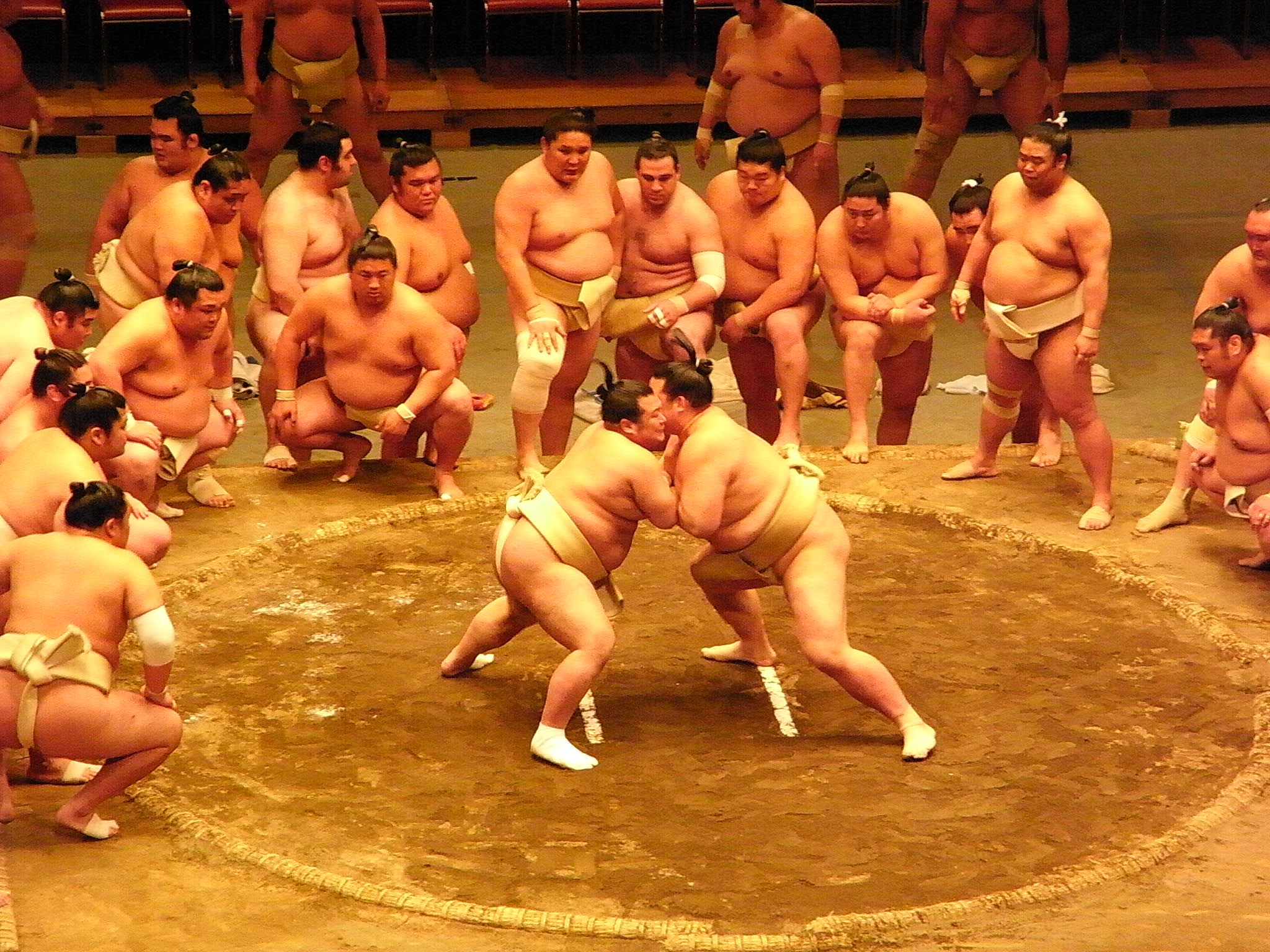
横綱審議委員会稽古総見での北勝力（2009年4月29日撮影）

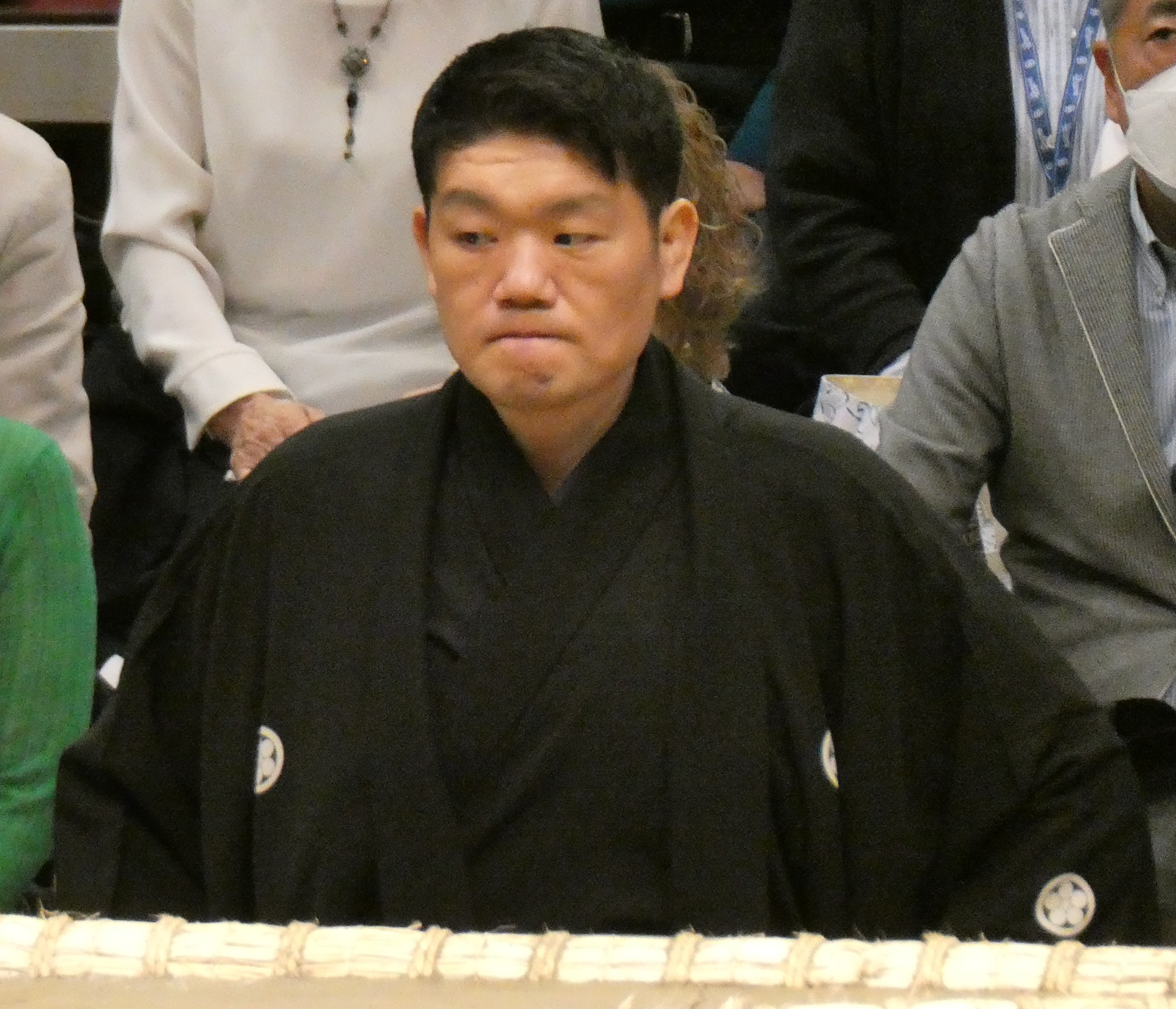
審判委員を務める谷川（2023年5月場所初日)

2009年3月13日付で年寄名跡・谷川を取得した。2009年7月場所に2度目の十両陥落となる（同年9月場所に幕内に復帰）。2010年9月場所の12日目の前頭5枚目高見盛戦の立合いの際に、対戦相手の肩に顔面を強打し、土俵の真ん中で脳震盪を起こして倒れてしまう。すぐに意識は戻ったが、その場所の残り3日間と、翌場所と、翌々場所を休場する羽目になってしまった。この連続休場により2011年5月技量審査場所では幕下に陥落した。
2011年5月14日、10年前から痛めていた首の状態や、医師から相撲をやめた方がいいとの進言もあり、引退、年寄谷川を襲名した。
同年7月場所9日目、NHK大相撲中継に向正面解説として初登場した。朝青龍の土俵入りでは、後ろで横綱の筋肉のつき方や動きを凝視していたことや、高見盛とは親しい友人だったが、高見盛の優しい性格を知りすぎてしまうと取り組みで自分の力を出し切れなくなると思い、あえて距離を置いたなど、現役時代の無口なイメージを払拭するようかのようにエピソードを披露。話の組み立ても上手であり分かりやすい解説を行った。実況担当の刈屋富士雄アナウンサーもその研究熱心さに驚いていた。
2018年6月、八角部屋から古巣でもある九重部屋への移籍が発表され、現在は九重部屋の部屋付き親方として力士の指導に当たっている。

## 素質・取り口
立合いから諸手で突いて、のど輪（特に右が強い）からそのまま一気に押して出る怪力型の取り口。ツボにはまれば電車道で勝負を決める豪快な相撲を見せた。その一方で、四つ相撲は不得手であり、一度組まれると為す術がなく負けてしまう場合が殆どであった。また、腰が硬く胴が短い体型の為腰高な仕切りになり、また自分の呼吸で立とうとするため突っ掛けることが非常に多く、立合いは酷評されていた。立合いの不成立を繰り返し、審判からの注意や観客からのブーイングを受けることも少なくなかった。土俵上では感情を顔に出さないポーカーフェイス。「目標は横綱」「いつも15戦全勝するつもりで取っている」「この世界に入った時から（幕内最高）優勝を目標にやってきた」と強気に公言していた。

## 2004年5月場所
自己最高位タイの西前頭筆頭で迎えたこの場所は4日目まで大関戦3連破など連勝を重ねた。しかしその3番すべてで立合い突っ掛けてしまい審判部に呼び出され注意を受けた。好調は続き迎えた35連勝中の横綱朝青龍戦、2度の突っ掛けに横綱が精彩を欠いたか、引いたところを一気に出て押し倒す大金星を挙げ、両国国技館に座布団が舞った。その後四つに組まれた相撲で1敗を喫しさらには2度目の注意（厳重注意）を受けた。当時連勝街道をばく進していた朝青龍を止めた功績は大きかった。
千秋楽勝てば優勝の1番、この場所新入幕の前頭16枚目白鵬戦、相手がなかなか手をつこうとせず焦らされて低く立ったところを注文相撲で敗れ朝青龍との優勝決定戦にもつれ込んだ。諸手突きを止められもろ差しを許して万事休す。なお決定戦では呼出に誤って「千代…北勝力～」と呼び上げられてしまった。
7月場所、関脇に昇進したが、3勝12敗と大きく負け越し、前頭6枚目まで降格、9月場所でも5勝10敗と負け越して、前頭11枚目まで陥落し、2場所で12枚も番付を下げてしまった（次の場所では勝ち越し）。
引退会見でも思い出の一番としてこの場所の朝青龍戦を挙げた。

## エピソード
- 八角部屋の力士が四股名に付ける「北勝」は、通常「ほくと」と読ませているが、彼だけは「ほくとう（りき）」とした。入門以来、師匠に理由を聞いても教えてもらえず、本人は「貴闘力にあやかって」と思い込んでいたが、2004年5月場所の活躍の折、師匠に『北勝海の「北勝」は「ほくとう」。だから一番弟子のお前の四股名は「ほくとう（りき）」と読ませた。』という旨を教えられたという。
- 関脇まで進んだ力士で唯一、序二段で7戦全敗を経験した力士でもある。
- 師匠（元・北勝海）の師匠にあたるNHK大相撲中継の解説者・北の富士勝昭からは、「こんなに実力はあるのに人気がない」等と何故か取り組みのたびに酷評を受けていた（ただ、北の富士は千代大海や隠岐の海など他の弟子筋の力士にも総じて辛口の論評を下している）。
- 2005年8月27日に会社員の女性と婚約発表。女性の勤務先が部屋の近くであることから出会いがあったという。12月17日に挙式している[5][6]。

## 主な成績

### 通算成績
- 通算成績：573勝566敗54休 勝率.503
- 幕内成績：329勝383敗23休 勝率.462
- 現役在位：109場所
- 幕内在位：49場所
- 三役在位：1場所（関脇1場所）

### 各段優勝
- 三段目優勝：1回（1998年7月場所）

### 三賞・金星
- 三賞：4回
  - 殊勲賞：1回（2004年5月場所）
  - 敢闘賞：3回（2002年5月場所、2004年5月場所、2006年1月場所）
- 金星：1個
  - 朝青龍1個

### 場所別成績
| | 一月場所 初場所（東京）  | 三月場所 春場所（大阪） | 五月場所 夏場所（東京） | 七月場所 名古屋場所（愛知） | 九月場所 秋場所（東京） | 十一月場所 九州場所（福岡） |
| --- | ------------------------ | ----------------------- | ----------------------- | --------------------------- | ----------------------- | --------------------------- |
| 1993年 （平成5年） | x                        | （前相撲）              | 西序ノ口47枚目 4–3      | 西序二段194枚目 3–4         | 西序ノ口17枚目 3–4      | 東序ノ口29枚目 5–2          |
| 1994年 （平成6年） | 西序二段156枚目 3–4      | 西序二段177枚目 4–3     | 西序二段138枚目 5–2     | 西序二段90枚目 4–3          | 東序二段66枚目 3–4      | 西序二段83枚目 5–2          |
| 1995年 （平成7年） | 東序二段36枚目 4–3       | 東序二段19枚目 0–7      | 西序二段74枚目 4–3      | 東序二段54枚目 6–1          | 東三段目92枚目 3–4      | 西序二段10枚目 4–3          |
| 1996年 （平成8年） | 西三段目90枚目 6–1       | 東三段目36枚目 2–5      | 東三段目68枚目 4–3      | 西三段目48枚目 4–3          | 西三段目30枚目 5–2      | 東三段目5枚目 1–6           |
| 1997年 （平成9年） | 東三段目40枚目 4–3       | 東三段目26枚目 5–2      | 西三段目筆頭 5–2        | 西幕下39枚目 3–4            | 東幕下49枚目 5–2        | 東幕下30枚目 5–2            |
| 1998年 （平成10年） | 西幕下17枚目 1–6         | 東幕下43枚目 4–3        | 東幕下35枚目 1–6        | 西三段目2枚目 優勝 7–0      | 西幕下9枚目 3–4         | 西幕下14枚目 3–4            |
| 1999年 （平成11年） | 西幕下22枚目 2–5         | 西幕下35枚目 4–3        | 東幕下27枚目 3–4        | 東幕下34枚目 6–1            | 東幕下14枚目 4–3        | 東幕下9枚目 2–5             |
| 2000年 （平成12年） | 東幕下25枚目 5–2         | 東幕下12枚目 1–1–5      | 西幕下32枚目 休場 0–0–7 | 西幕下32枚目 6–1            | 東幕下13枚目 5–2        | 東幕下6枚目 5–2             |
| 2001年 （平成13年） | 西幕下3枚目 2–5          | 東幕下12枚目 3–4        | 東幕下18枚目 6–1        | 西幕下8枚目 4–3             | 西幕下6枚目 6–1         | 東幕下筆頭 5–2              |
| 2002年 （平成14年） | 西十両10枚目 10–5        | 東十両6枚目 11–4        | 東前頭14枚目 11–4 敢    | 西前頭5枚目 7–8             | 東前頭6枚目 9–6         | 西前頭2枚目 5–10            |
| 2003年 （平成15年） | 東前頭6枚目 4–11         | 東前頭11枚目 10–5       | 西前頭5枚目 6–9         | 西前頭7枚目 10–5            | 西前頭2枚目 4–11        | 東前頭7枚目 10–5            |
| 2004年 （平成16年） | 西前頭筆頭 5–10          | 東前頭6枚目 9–6         | 西前頭筆頭 13–2 殊敢★   | 西関脇 3–12                 | 東前頭6枚目 5–10        | 西前頭11枚目 8–7            |
| 2005年 （平成17年） | 東前頭8枚目 8–7          | 西前頭5枚目 7–8         | 西前頭6枚目 8–7         | 東前頭5枚目 6–9             | 東前頭7枚目 8–7         | 西前頭筆頭 2–13             |
| 2006年 （平成18年） | 東前頭11枚目 12–3 敢     | 西前頭2枚目 1–14        | 西前頭13枚目 10–5       | 東前頭7枚目 4–11            | 東前頭13枚目 10–5       | 東前頭5枚目 0–9–6           |
| 2007年 （平成19年） | 東十両筆頭 6–9           | 西十両4枚目 9–6         | 東前頭16枚目 9–6        | 西前頭10枚目 10–5           | 東前頭3枚目 3–12        | 東前頭10枚目 8–7            |
| 2008年 （平成20年） | 西前頭6枚目 7–8          | 西前頭7枚目 8–7         | 西前頭6枚目 10–5        | 西前頭2枚目 4–11            | 東前頭9枚目 8–7         | 西前頭3枚目 5–10            |
| 2009年 （平成21年） | 東前頭7枚目 9–6          | 東前頭筆頭 2–13         | 東前頭13枚目 4–11       | 東十両4枚目 11–4            | 西前頭14枚目 11–4       | 東前頭4枚目 8–7             |
| 2010年 （平成22年） | 東前頭3枚目 3–12         | 西前頭11枚目 6–9        | 西前頭14枚目 7–8        | 西前頭15枚目 8–7            | 東前頭10枚目 4–9–2      | 東前頭17枚目 休場 0–0–15    |
| 2011年 （平成23年） | 東十両12枚目 休場 0–0–15 | 八百長問題 により中止   | 西幕下13枚目 引退 0–0–4 | x                           | x                       | x                           |
| 各欄の数字は、「勝ち-負け-休場」を示す。 優勝 引退 休場 十両 幕下 三賞：敢=敢闘賞、殊=殊勲賞、技=技能賞 その他：★=金星 番付階級：幕内 - 十両 - 幕下 - 三段目 - 序二段 - 序ノ口 幕内序列：横綱 - 大関 - 関脇 - 小結 - 前頭（「#数字」は各位内の序列） |                          |                         |                         |                             |                         |                             |

### 幕内対戦成績
| 力士名   | 勝数 | 負数 | 力士名   | 勝数 | 負数 | 力士名   | 勝数  | 負数 | 力士名   | 勝数 | 負数  |
| -------- | ---- | ---- | -------- | ---- | ---- | -------- | ----- | ---- | -------- | ---- | ----- |
| 蒼樹山   | 0    | 1    | 安芸乃島 | 1    | 1    | 朝青龍   | 1     | 10*  | 朝赤龍   | 7    | 11(1) |
| 朝乃若   | 1    | 1    | 安美錦   | 9    | 5    | 阿覧     | 1     | 1    | 岩木山   | 10   | 7     |
| 皇司     | 2    | 2    | 魁皇     | 2    | 9    | 垣添     | 4     | 14   | 鶴竜     | 0    | 4     |
| 春日王   | 8(1) | 5(1) | 春日錦   | 5    | 1    | 片山     | 1     | 0    | 稀勢の里 | 1    | 5     |
| 北桜     | 3    | 0    | 北太樹   | 1    | 0    | 木村山   | 3     | 2    | 旭鷲山   | 4    | 9     |
| 旭天鵬   | 3    | 15   | 旭南海   | 1    | 0    | 金開山   | 2     | 1    | 豪栄道   | 3    | 5     |
| 光龍     | 1    | 0    | 五城楼   | 2(1) | 2    | 黒海     | 9     | 7    | 琴欧洲   | 0    | 13    |
| 琴春日   | 0    | 1    | 琴奨菊   | 1    | 7    | 琴ノ若   | 3     | 6    | 琴光喜   | 4    | 12    |
| 琴龍     | 8    | 3    | 磋牙司   | 0    | 1    | 里山     | 1     | 1    | 霜鳳     | 9    | 5     |
| 十文字   | 4    | 7    | 翔天狼   | 1    | 1    | 蒼国来   | 1     | 0    | 隆の鶴   | 0    | 1     |
| 貴ノ浪   | 3    | 0    | 隆乃若   | 3    | 3    | 高見盛   | 10(1) | 14   | 豪風     | 5    | 7     |
| 玉飛鳥   | 3    | 0    | 玉春日   | 6    | 4    | 玉乃島   | 14    | 5    | 玉力道   | 3    | 0     |
| 玉鷲     | 1    | 1    | 千代大海 | 4    | 9    | 千代白鵬 | 1     | 1    | 出島     | 9    | 7     |
| 闘牙     | 2    | 5    | 時津海   | 6    | 8    | 時天空   | 4     | 7    | 徳瀬川   | 0    | 2     |
| 土佐ノ海 | 10   | 5    | 土佐豊   | 2    | 2    | 栃東     | 2     | 5    | 栃煌山   | 4    | 2     |
| 栃栄     | 3    | 2    | 栃ノ心   | 3    | 1    | 栃乃洋   | 9(1)  | 8    | 栃乃花   | 5    | 2     |
| 豊桜     | 3    | 1    | 豊ノ島   | 0    | 5    | 豊響     | 6     | 3    | 白馬     | 0    | 1     |
| 白鵬     | 0    | 11   | 白露山   | 3    | 2    | 追風海   | 0     | 1    | 把瑠都   | 3    | 7     |
| 日馬富士 | 3    | 9    | 武州山   | 4    | 4    | 普天王   | 12    | 3    | 武雄山   | 8    | 3     |
| 寶智山   | 0    | 1    | 豊真将   | 5    | 4    | 将司     | 2     | 0    | 雅山     | 6    | 12    |
| 武蔵丸   | 0    | 2    | 武双山   | 2    | 5    | 猛虎浪   | 3     | 1    | 嘉風     | 5    | 6     |
| 龍皇     | 1    | 0    | 琉鵬     | 1    | 0    | 露鵬     | 5     | 8    | 若麒麟   | 1    | 1     |
| 若荒雄   | 0    | 1    | 若兎馬   | 1    | 0    | 若の里   | 8     | 8    | 若ノ鵬   | 2    | 2     |
| 和歌乃山 | 3    | 1    |          |      |      |          |       |      |          |      |       |

- 他に優勝決定戦で朝青龍に1敗。

## 年寄変遷
- 谷川 英樹（たにがわ ひでき）2011年5月14日-